# Момо
Вижте пояснителната страница за други значения на Момо.
„Момо“ (на немски: Momo) е роман за деца от германския писател Михаел Енде. За първи път е издаден през 1973 г. Пълното заглавие на немски е Die seltsame Geschichte von den Zeit-Dieben und von dem Kind, das den Menschen die gestohlene Zeit zurückbrachte — „Странната история за времекрадците и за детето, което върна на хората откраднатото време“. Темата „време“ е основна в произведението.
В романа се разказва как малкото момиченце Момо с помощта на майстор Хора и неговата приказна костенурка успява да победи сивите господа – времекрадците.
По книгата е направен филм през 1986 г., италианско-германска продукция, в която и Енде има малка роля. През 1984 г. Karussell/Universal Music Group издават драматизирана аудиокнига „Момо“, разказана от Харалд Лайпниц, с режисьор Анке Бекерт, музика Франк Дювал (3 части на LP и MC, 2 части на CD). Книгата също така е драматизирана в редица радиопрограми, адаптирана е за сценични постановки, включително опера, написана от Енде. През 2001 г. по нея е направен анимационен филм.
Книгата е преведена на повече от двадесет езика и е отличена с Германската награда за най-добра детска книга. В статия на философа Дейвид Лой и професора по литература Линда Гудхю книгата „Момо“ е определена като „един от забележителните романи в края на XX век“.
Книгата е издавана на български, в превод на Федя Филкова (1982 г.).